# Ole Krøier
Ole Krøier (ur. 22 maja 1940) – kolarz szosowy, srebrny medalista mistrzostw świata.

## Kariera
Pierwsze sukcesy w karierze Ole Krøier osiągnął w 1962 roku, kiedy na mistrzostwach świata w Salò wspólnie z Vagnem Bangsborgem, Mogensem Tvillingiem i Ole Ritterem zdobył srebrny medal w drużynowej jeździe na czas. Był to jednak jedyny medal wywalczony przez niego na międzynarodowej imprezie tej rangi. Na tych samych mistrzostwach zajął czternaste miejsce w wyścigu ze startu wspólnego. Ponadto w 1959 roku został mistrzem Danii w wyścigu ze startu wspólnego amatorów. Nigdy nie wystąpił na igrzyskach olimpijskich. 